# Hunny (groupe)
 (octobre 2024).
Hunny (stylisé en HUNNY) est un projet de pop rock américain originaire de Newbury Park en Californie et formé en 2014. Anciennement composé de Jason Yarger, Jake Goldstein, Kevin Grimmett et Joey Anderson, le groupe devient en 2025 le projet solo du chanteur, Jason Yarger, d'une décision commune.

## Biographie
Avant la formation de Hunny, les membres ont chacun fait partie d'autres formations californiennes comme Bad Suns ou The Neighbourhood. Le groupe se forme en 2014.
En Juin 2014, le groupe publie son premier single, "Honey Blonde". Leur second single, "Cry For Me", publié en janvier 2015 obtient rapidement un certain succès. Le 9 octobre 2015, sort le premier EP du groupe, intitulé Pain / Ache / Loving,, accompagné d'une tournée avec The Neighbourhood.
En 2016, le groupe publie 2 singles, "Vowels (and The Importance of Being Me)" et "Colder Parts" et voit le départ du guitariste Jake Munk.
Le groupe publie le 26 mai 2017 son deuxième EP, Windows I, avec notamment la chanson "Televised".
En 2018, le bassiste Gregory Horne quitte le groupe et la basse est désormais assurée par Kevin Grimmett. Le groupe prend alors sa formation actuelle. La même année, le groupe signe un contrat chez Epitath Records et publie son troisième EP, Windows II,.
En 2019, Hunny sort son premier album, Yes. Yes. Yes. Yes. Yes. avec des inspirations new wave suivi en 2023 de l'album New Planet Heaven.
En 2025, le groupe annonce sur ces réseaux sociaux que HUNNY devient le projet solo du chanteur Jason Yarger, une décision prise collectivement et acceptée par tous les membres. HUNNY, dans sa nouvelle forme, publie deux nouveaux singles, "sidewaze" et "catalina", avec un clip qui accompagne la sortie,.

## Membres du groupe
Membres actuels
- Jason Yarger - chant, guitare (2014–présent)[17]

Anciens membres
- Jake Munk - guitare (2014-2016)[18]
- Gregory Horne - basse (2014-2018)
- Kevin Grimmett - chœurs, clavier (2014-2025)[17] basse (2018-2025)[19]
- Jake Goldstein - guitare (2014–2025)[17]
- Joey Anderson - batterie (2014-2025)[20]

## Discographie

### Singles
- "Honey Blonde" (2014)
- "Cry For Me" (2015)
- "Vowels (and the Importance of Being Me)" (2016)
- "Colder Parts" (2016)
- "Sports with Strangers" (2021)
- "Xbox Luvr" (2021)
- "Daydreams / Heartbreaks" (2021)
- "Homesick" (slenderbodies remix) (2022)
- "Action --> Reaction" (2023)
- "Big Star" (2023)
- "Solo" (2023)
- "Fortress" avec Love Under The Sun (2023)
- "sidewaze" (2025)
- "catalina" (2025)